# قسم باسخن الريفي (مقاطعة داراب)
قسم باسخن الريفي (بالفارسية: دهستان پاسخن) هي منطقة سكنية تقع في إيران في قسم. يقدر عدد سكانها بـ 10,977 نسمة .